# David van Nyendael
David van Nyendael, également van Nijendael (1667 - 20 octobre 1702), est un marchand et diplomate néerlandais au service de la Compagnie néerlandaise des Indes occidentales et stationné sur la Côte-de-l'Or néerlandaise.

## Biographie
David van Nyendael est né à Golkonda, en Inde, de Jan van Nyendael, un employé de la Compagnie néerlandaise des Indes orientales à Coromandel, et de Barbara de Wit, qui, malgré son nom néerlandais, est une Indienne locale. Jan van Nyendael rejoint la Compagnie néerlandaise des Indes orientales en tant qu'apprenti marin, mais réussit à gravir les échelons pour devenir chef de l'usine de Golkonda, probablement aidé par son talent pour les langues - mis à part son néerlandais natal, il parlait portugais, persan, hindi et une langue locale. Barbara est décédée le 6 juillet 1677 et Jan est décédé le 28 novembre 1682, faisant de David van Nyendael un orphelin à 15 ans .
Après la mort de son père, David van Nyendael partit pour la République Néerlandaise, où il est reçu par sa famille, probablement son oncle Gosvinus van Nyendael. Quelque temps à la fin du XVIIe siècle Van Nyendael s'est employé à la Compagnie néerlandaise des Indes occidentales. Comme il n'y a pas d'inscription de la candidature de Van Nyendael dans le procès-verbal de la chambre d'Amsterdam de la Compagnie néerlandaise des Indes occidentales, il rejoint la société au rang inférieur d'assistant ou d'assistant provisoire.
Van Nyendael est installé comme sous-facteur, employé sur des navires naviguant en Afrique de l'Ouest pour assurer un commerce de troc fluide avec les populations locales. Au cours de son second voyage au Bénin, il rend visite au roi du Bénin à Benin City. Sa description détaillée de ce voyage est incluse en annexe au Nauwkeurige beschrijving van de Guinese Goud- Tand- en Slavekust (1703) de Willem Bosman. Sa description du royaume reste précieuse comme l'une des premières descriptions détaillées du Bénin.

### Envoyé auprès de l'Empire Ashanti
La bataille de Feyiase (1701) apporte de grands changements dans les relations de pouvoir des peuples africains indigènes sur la Côte-de-l'Or. Les Ashanti battent les Denkyira, avec qui les Néerlandais sont auparavant alliés, et avec qui ils échangent des armes. Dans un effort pour améliorer les relations avec les Ashanti, le directeur général Joan van Sevenhuysen envoya Van Nyendael au tribunal Ashanti le 9 octobre 1701. Portant des cadeaux tels qu'un chapeau à plumes, deux miroirs plaqués or, la dernière haute couture européenne et du cuir plaqué or, Van Nyendael propose au roi Ashanti Osei Kofi Tutu I de commercer directement avec les Néerlandais.
Entre-temps, Willem de la Palma remplace Van Sevenhuysen au poste de directeur général en juin 1702. De la Palma n'a pas compris la raison d'être de la mission de Van Nyendael et le rappelle à Elmina. Van Nyendael retourne à Elmina le 12 octobre 1702, mais tombe gravement malade. Il meurt huit jours plus tard, incapable de rédiger un rapport sur sa mission.

## Héritage
Bien que peu fructueuse, la visite de Van Nyendael marque le début de l'alliance Ashanti-néerlandaise. Pour cette raison, le 300e anniversaire des relations diplomatiques entre le Ghana et les Pays-Bas est célébré en 2002, avec le prince héritier néerlandais Willem-Alexander et son épouse Máxima en visite au Ghana entre le 14 et le 17 avril, et avec le roi Ashanti Otumfuo Nana Osei Tutu II en visite aux Pays-Bas en juin.